# Movimiento "No a CELCO"
«No a CELCO» es un movimiento social chileno, cuyo objetivo es dar a conocer el daño que ha provocado la empresa Celulosa Arauco y Constitución (CELCO) al ecosistema de las diferentes localidades chilenas.

## Historia
No a CELCO, surge como respuesta de los ciudadanos de diferentes localidades, a los desastres ambientales producidos por la empresa. Al no poseer un fundador, se le considera a este como un movimiento ciudadano. 
Los distintos desastres provocados por CELCO, han iniciado varios movimientos que conforman NO A CELCO. Pese a que todos son de distintas ciudades, estos se unen bajo el mismo motivo, el daño que ha provocado la empresa al ecosistema de las diferentes localidades.

#### No al ducto
Desde que CELCO comenzó con la idea de crear una planta en las cercanías de Valdivia, en conjunto estaba el proyecto de crear un ducto de cerca de 36,9 kilómetros de largo, que conectara con la bahía de Maiquillahue, para arrojar los desechos tóxicos producidos por la planta al mar de Mehuin. Pero los locatarios, en especial las comunidades Mapuche Lafquenche, han rechazado esta idea desde el primer día, impidiéndole así a la empresa durante 24 años instalar el ducto. Este movimiento ha tenido una prolongada duración y constancia, por parte de los involucrados, además, cabe destacar que la cantidad de habitantes que viven en la localidad, no pasan las 2 mil personas. Este movimiento ha registrado masivas marchas en la misma localidad, pero también en ciudades cercanas como Valdivia y Temuco. También han estado presentes en marchas que se han realizado en Santiago “Contra las represas y los proyectos destructivos”. El internet también ha sido de gran ayuda para estos movimientos a la hora de compartir información sobre el conflicto, en especial blogs en donde antes de que las redes sociales se masificaran, los avisos de marcha, las noticias y actualizaciones se realizaban por dicha plataforma.

#### Comité de defensa del mar
Este movimiento también está ligado al ducto de Mehuin. Está formado por distintos dirigentes, y también lo componen miembros de la comunidad Mapuche Lafquenche. Este comité ha tenido enfrentamientos con pescadores de la zona de Mehuin, quienes están a favor de la construcción del ducto de CELCO. Se han registrado persecuciones a dirigentes quienes incluso, han debido abandonar la vocería del movimiento, debido al peligro que corre su integridad física y la de sus familias. Este comité, ha sido bastante activo, han interpuesto recursos de protección y reposición en contra de la empresa, han organizado tocatas en la misma localidad de Mehuin, donde han participado artistas nacionales como Tierra Oscura, Beto Paillan, Daniela Millaleo, Alonso Núñez, también han hecho jornadas culturales para ayudar a sus dirigentes. Pese a que el movimiento se desarrolla en Mehuin, sus dirigentes también viajan a otras ciudades para realizar actividades. Toda esta información puede ser vista en su sitio web, página que ha sido fundamental, ya que, todas las noticias y actividades que realizan son registradas en dicho sitio.  

#### Acción por los cisnes
Según la descripción de su página, es una agrupación ciudadana que surge en Valdivia frente al desastre ecológico sucedido en 2004, donde murieron miles de cisnes de cuello negro. El movimiento surge a raíz de la primera asamblea pública realizada el 2 de noviembre de 2004 en la ciudad de Valdivia, para así conocer los antecedentes del desastre, donde posteriormente se realizaron las primeras denuncias. Su misión es detener el desastre del Santuario del Río Cruces y contribuir a generar las condiciones que permitan recuperar el ecosistema dañado y prevenir efectos sobre la salud humana. El movimiento fue en estricto rigor, la representación del sentir de la ciudadanía, donde trabajaron junto a las autoridades, para demostrar la magnitud del accidente, ayudar a establecer sus causas y posibles riesgos. Esta agrupación está conformada por abogados, médicos, veterinarios, académicos, dirigentes vecinales, pequeños empresarios, estudiantes y ciudadanos valdivianos. El movimiento fue tan persistente, que lograron detener momentáneamente la producción de la empresa en 2005.

## Desastres ambientales más dañinos

#### Río Cruces
- Año 2004

En el año 2004 CELCO inauguró su nueva planta en la región de los ríos en la localidad de San José de Mariquina, Planta Valdivia, donde desde un inicio se creía que la empresa no cumplía con todas las regulaciones ambientales necesarias. Esta se construyó cerca de “El Santuario de la Naturaleza Río Cruces” que se compone por un humedal de 6 mil hectáreas. El área se encuentra protegida desde 1981 por el estado de Chile y la Convención Ramsar, la que protege a los humedales de importancia mundial, como hábitat para aves acuáticas y aves migratorias.
En mayo de 2004, se comienzan a visualizar las primeras consecuencias de la intervención al ecosistema del santuario, donde a inicios del mismo año, habitaban más de 8 mil especies de los conocidos Cisnes de Cuello Negro. En contraste, durante el mes de mayo sólo habitaban 400 ejemplares en el lugar, además su reproducción se detuvo y provocó migraciones de estas especies a otros lugares cercanos.  En 2003 se registraba un 13% de mortalidad por causas desconocidas de los cisnes, sin embargo, al año siguiente, esa cifra creció en un 87%. Se señala que las muertes ocurrieron principalmente en la zona norte y centro del humedal, lugar donde llegan directamente los residuos de la planta de CELCO.  
Posteriormente en 2005, los guarda faunas relacionaron la muerte de los cisnes a la desaparición del luchecillo, una planta acuática que es base en la dieta de los cisnes. Además, se registró un daño letal en el hígado de los cisnes muertos provenientes del humedal, asociado directamente a la presencia de metales pesados en el luchecillo que estos consumían.  
La disminución de la reproducción también fue causante de la disminución de la presencia de los cisnes en el humedal. En el período entre 1998-1999 hubo un récord en la producción de nidos de los cisnes en el humedal, con la creación de 753 de ellos, para 2005 no existió ni un solo nido.
- Año 2014

En 2014, un nuevo desastre ambiental fue producido por la planta Valdivia, esta vez debido al derrame de 27,1 metros cúbicos de licor verde, este es una mezcla entre agua y Licor Negro. Como consecuencia, se registró la muerte de más de 2000 peces en la zona de Rucaco e incluso daños en la piel de algunos bañistas de la zona. Este accidente fue el detonante para que iniciaran acciones legales en contra de CELCO en la región de los Ríos.

##### Consecuencias del desastre.
Un cambio radical trajo consigo la implementación de la planta de Valdivia al ecosistema del santuario natural del humedal, consecuencias que hasta el día de hoy se ven reflejadas en dicho lugar.  
La UACH, realizó un estudio en 2005, auspiciado por CONAMA, donde aseveraban que la desaparición del Luchecillo y la alteración al ecosistema del humedal, habrían sido causados directamente por la presencia de la planta de CELCO. Sin embargo, un estudio financiado por CELCO, realizado por el Centro de Estudios CASEB de la Pontificia Universidad Católica de Chile, le quitó validez al estudio de la UACH, aseverando que dicho estudio contenía errores y carecería de validez científica, calificándolo más bien como un trabajo de ética ambientalista. Sumado a esto, un estudio realizado por la Universidad de Chile, negó las conclusiones del estudio realizado por la UACH, exponiendo que la desaparición del luchecillo se debía a las bajas de temperaturas, las que se registraron cercanas a cero grados Celsius. Estas se habrían presentado ese año, provocando la muerte de la planta y la migración de los cisnes del humedal.

##### Consecuencias legales
Recién en 2014, tras el nuevo desastre provocado por CELCO, el CDE, logró un acuerdo con la empresa, la que debió pagar una suma total de 5.200 millones por el daño ambiental provocado. Además, la Superintendencia de Medio Ambiente, tras una denuncia interpuesta por la comunidad de Rucaco, multó a CELCO por un monto de 4300 millones de pesos. Por otro lado, en 2019 comenzó una formalización a distintos ejecutivos de CELCO, bajo el artículo 136 de la ley de pesca y acuicultura, que sanciona a quienes introdujeren a ríos, lagos o mares, contaminantes químicos. Los formalizados fueron su ex gerente, Sergio Carreño Moscoso, el Operador de Residuos, Mauricio Ceverio Hidalgo, el jefe de operación de caldera, Pablo Lecaros Luks y el superintendente de calderas, Claudio Jara Rozas.

### Río Mataquito
En la región del Maule, en la localidad de Licantén, han ocurrido varios desastres ambientales.
- Año 1999

El 3 de diciembre, en un proceso de limpieza a las instalaciones de la planta, se produce un derrame de desechos tóxicos al río Mataquito, dejando a centenares de peces muertos.  
- Año 2007

En junio de ese año, nuevamente se vuelve a producir un derrame de desechos tóxicos. Esta vez buzos del GOPE de Carabineros de Chile, tras de realizar peritos en las instalaciones de la planta, descubrieron dos ductos ilegales de evacuación de Residuos Industriales Químicos (RILES). Dos semanas después de este descubrimiento, se vuelven a derramar 200 metros cúbicos de desechos tóxicos de los cuales, según CELCO, sólo 50 metros cúbicos alcanzaron al estero Lourdes, el cual confluye con el río Mataquito causando la muerte a más de un millón de especies que habitaban el lugar del lugar. Algunos medios clasificaron este accidente como uno de “Los peores desastres medioambientales ocurridos en Chile”. En esta oportunidad CELCO reconoció el accidente, debido a una rotura accidental y paralizaron indefinidamente sus faenas.
- Año 2008

Casi un año después del gran derrame, se registra uno nuevo. Esta vez por problemas con la laguna de emergencia y de la infraestructura de la planta, ocasionando un derrame de desechos que incluían licor negro y soda cáustica. En este accidente, los desechos tuvieron un alcance de hasta 12 kilómetros del río Mataquito. 

##### Consecuencias
Tras el segundo derrame ocurrido el 2007, la misma presidenta Bachelet dijo que CELCO, debía asumir los costos de los daños provocados. Sin embargo, la empresa consideró que sólo con el hecho de cerrar indefinidamente le bastaría para provocar pérdidas cercanas a los 4 millones de dólares mensuales. Esto a modo de “castigo”, ya que finalmente la empresa no se responsabilizó por los hechos.  

##### Consecuencias Locales
El río Mataquito posee distintas funciones, desde servir para el riego agrícola, generar un mantenimiento natural del ecosistema del lugar, hasta ser el bebedero natural de muchos animales. La importancia de su desembocadura radica en la alta actividad pesquera que posee el lugar, a tal punto de ser el sustento de muchas familias del lugar. Luego de este derrame, todas las familias que dependían de las actividades que les otorgaba el río, quedaron sin ningún tipo de trabajo, ya que el ministerio de salud, prohibió realizar la pesca o consumir los peces que provengan del río. Sin embargo, esta fue la única intervención que el estado chileno realizó, ya que CELCO, quedó impune producto de un acuerdo con los mismos pescadores locatarios quienes obtuvieron un subsidio de 360 millones en cuotas. Este pago fue realizado a 60 pescadores de la zona por el tiempo en que no pudieron trabajar.  

##### Consecuencias en el ecosistema
Además de los millones de muertes de peces producto del derrame, otras especies también se vieron afectadas, tales como el cisne de cuello negro, La Garza Cuca, El Huairavillo, el huaraivo y El Flamenco. Este último fue quizás el más perjudicado, ya que luego del primer accidente las aves abandonaron el lugar. Con el paso de los años, estas comenzaron su retorno, sin embargo, con el nuevo derrame producido en 2007, estos nuevamente abandonaron la localidad. En la actualidad han vuelto a vivir los flamencos en la desembocadura del río Mataquito, en un número considerablemente reducido. Cabe destacar, que todas las aves antes mencionadas, se encuentran casi todas en peligro de extinción.   

##### Consecuencias legales
Luego del accidente de 2007, el CDE impuso una demanda contra CELCO por el daño ambiental causado en Licantén. Luego de tres años de juicio, en 2010, la empresa accedió a pagar una multa de 600 millones de pesos chilenos, para así dar por finalizado el proceso. De esa suma, 500 millones de pesos fueron destinados para realizar un proyecto de repoblamiento de especies nativas, el cual fue llevado a cabo por el Instituto de Fomento Pesquero. A pesar de que la compañía del Grupo Angelini accedió a pagar ese monto, no admitieron la culpa del accidente. La empresa, de no haber pagado dicha multa, arriesgaba a pagar una multa por 2 mil millones de pesos. Paralelamente, el mismo año, dos ejecutivos de la planta de Licantén, fueron procesados por delito ambiental, debiendo pagar una suma cercana a 90 millones de pesos chilenos.

## Otros desastres

#### Ránquil
El 14 de diciembre del 2005, se registró el primer accidente nuclear ocurrido en Chile. El accidente en cuestión, se produjo dentro de la construcción de la Planta Nueva Aldea, llevada a cabo por la Celulosa Arauco y construida por la empresa Echeverria Izquierdo. En dicho accidente se vieron afectados 40 trabajadores, ya que, al no poseer el conocimiento necesario de los materiales radioactivos, un trabajador del área de aseo tomó una pequeña cápsula con Iridio 192. Las consecuencias en la salud de los involucrados perduran hasta el día de hoy, sin embargo, algunas de las demandas realizadas fueron rechazadas. Un año después de accidente, debido a un sumario, CELCO debió pagar una multa de $50.968.000 por el incumplimiento de las advertencias hechas por la Comisión Chilena de Energía Nuclear. Echeverria Izquierdo y la subcontratista Inspecciones Técnicas y Control de Calidad también se vieron multadas en dicho proceso, debido a la involucración de estas en dicho accidente. 
El 21 de junio del 2006, activistas de Greenpeace bloquearon el acceso principal a la planta de celulosa de Nueva Aldea, en Ñuble. Samuel Leiva fue quien coordinó la manifestación, y explicó que estaban exigiendo a CELCO que cambie su tecnología de producción a una libre de cloro con el fin de evitar la construcción de un ducto al mar.

#### Golfo de Arauco
En agosto de 2004, desde la planta de Horcones, ocurre un derrame de 5000 litros de Trementina  y 15.000 litros de agua mezclada con esa sustancia. El derrame provocó que la sustancia llegara hasta las playas de Lota, donde hubo intoxicaciones por aspiración y contacto con el balneario. Dos meses después ocurre un nuevo derrame de desechos tóxicos de alrededor 15 000 m³.

## Lobbystas
CELCO se ha visto cuestionado en innumerables ocasiones respecto al lobby que ha hecho en Chile durante las últimas dos décadas para conseguir sus objetivos. Estos movimientos fueron realizados mediante trato directo, y también a través de sus fundaciones educacionales y de responsabilidad social empresarial; y una cantidad variada de especies de “agentes” que tenían comunicación sin intermediarios con los gobiernos de turno y parte de la población local, a quienes se le ofrecía ciertos incentivos con tal de que la empresa del Grupo Angelini pudiera trabajar aquellos terrenos.  
Dentro de los cuestionamientos más grandes que se le ha hecho a esta empresa de Chile, está la formulada por la Agrupación de Ingenieros Forestales por el Bosque Nativo (AIFBN), quienes señalaron duras críticas durante el año 2008 por la reunión que tuvo CELCO con el gobierno de la presidenta Michelle Bachelet, con el claro objetivo de tener un significativo aumento de las plantaciones de eucalipto y pinos, que se traducía en un 50 por ciento más de masa forestal en el sur de Chile.  
Esta agrupación (AIFBN) declaró que “este modelo forestal, dominado por transnacionales durante tres décadas, termina con una acumulación excesiva de una riqueza que queda en pocas manos y desplaza a las poblaciones rurales”. Básicamente, pone prioridad a los intereses de privados, contra el bien público.
Celulosa Arauco y Constitución negociaba sus beneficios para elevar la superficie forestada, señalándole a Michelle Bachelet que realizar aquello significaría una mayor inversión para beneficio del país, equivalente a unos 6.000 millones de dólares y traería entre setenta y ochenta mil nuevos empleos para la zona.  
Otro de los cuestionamientos a la empresa del Grupo Angelini provino desde el Observatorio Latinoamericano de Conflictos Ambientales (OLCA), cuando CELCO trató de imponer sus demandas para dejar sus desechos tóxicos en las costas de Valdivia, donde realizó un polémico lobby con el Ministerio de Economía y la Contraloría, para determinar que en una concesión marítima pueden coexistir varias actividades económicas.  
OLCA señaló “es evidente que operadores gubernamentales y empresariales habrían realizado un lobby administrativo sobre el Ministerio de Economía y la Contraloría de la República para lograr una interpretación administrativa que precarice los conceptos de concesión marítima y área de manejo, en beneficio de los intereses de la industria de la industria de celulosa”. También agregaron, respecto a vaciar sus desechos tóxicos en aquellas aguas, “tiene demoledoras consecuencias para los pueblos originarios, pesca artesanal y la propia industria salmonera”.
En la serie documental llamada “Un mundo miserable”, dirigida por el periodista y escritor Dauno Totoro, también se toca el polémico tema del lobby hecho por CELCO. En aquel capítulo se entrevistó al sociólogo de Tironi y Asociados, Eugenio Tironi, quien brindó asesorías a aquella empresa del Grupo Angelini, en tiempos donde la productora de celulosa fue duramente cuestionada por su responsabilidad total en la muerte de los cisnes de cuello negro por la gran contaminación del Río Cruces, de Valdivia.  
En aquel registro se muestra como Tironi y CELCO caen en un error al tratar aquel problema de contaminación, como un problema de imagen para la empresa, de la que se necesita una asesoría para disfrazar el discurso para enfrentar a la opinión pública. En vez de darle un enfoque para demostrar que el impacto ambiental de la empresa cumple con los estándares y no es mayor a que el de las plantas de celulosa en otros países del mundo.

## Redes Sociales
A pesar de que en aquellos años dónde el movimiento “No al CELCO” se manifestaba en contra de la empresa Celulosa Arauco y Constitución, el uso de redes sociales aún no llegaba masivamente a nuestro país, en el año 2008 con la llegada de Facebook a Chile, se creó la primera página, en esa red social, del movimiento, llamada “NO AL DUCTO, MEHUIN LIBRE DE CONTAMINACIÓN”. Esta página cuenta con 1.300 personas que la siguen en la actualidad.
En otra red social que el movimiento se hace notar es Twitter, aunque en esta plataforma no existe una cuenta propia verificada del movimiento. Son los usuarios de Twitter los que han creado el hashtag #noalducto y a través de este se manifiestan en contra de la empresa. Con el apoyo de la organización Greenpeace Chile, lograron darle más visibilidad al movimiento en esta red social.